# Печатники (район Москвы)
Печа́тники — район и соответствующее ему одноимённое внутригородское муниципальное образование в Москве. Район расположен в Юго-Восточном административном округе, между Курским ходом МЖД (станция Люблино-Сортировочное) и рекой Москвой.

## Территория и границы
Район расположен на юго-востоке Москвы, в составе Юго-Восточного административного округа.
Его границы проходят по оси Курского направления МЖД, русла Москвы-реки, шлюза № 10 Перервинского гидроузла, вновь русла реки Москвы и старого русла реки Москвы, а затем по осям 2-го Южнопортового проезда, Южнопортовой улицы, Шарикоподшипниковой улицы, 2-й улицы Машиностроения, Волгоградского проспекта до Курского направления Московской железной дороги и Юго-Восточной хорды.
Муниципалитет граничит с районами Люблино, Марьино, Москворечье-Сабурово, Нагатинский Затон, Нижегородский, Текстильщики и Южнопортовый.
Площадь по данным Мосгорстата составляет 1789 га (по данным районной управы несколько больше — 2007 га).

## Население
| 2002    | 2010    | 2012    | 2013    | 2014    | 2015    | 2016    |
| ------- | ------- | ------- | ------- | ------- | ------- | ------- |
| 71 383  | ↗83 403 | ↗84 019 | ↗84 917 | ↗85 617 | ↗85 841 | ↗86 343 |
| 2017    | 2018    | 2019    | 2020    | 2021    | 2023    | 2024    |
| ↗86 395 | ↗86 447 | ↗86 587 | ↗86 706 | ↗90 852 | ↘90 252 | ↘89 544 |

### Национальный состав
По итогам переписи населения 2020 года проживали следующие национальности (национальности менее 0,1 % и другое, см. в сноске к строке «Другие»):
| Национальность | Численность, чел. | Доля     |
| -------------- | ----------------- | -------- |
| Русские        | 63 195            | 69,56 %  |
| Азербайджанцы  | 523               | 0,58 %   |
| Татары         | 493               | 0,54 %   |
| Узбеки         | 413               | 0,45 %   |
| Украинцы       | 410               | 0,45 %   |
| Армяне         | 403               | 0,44 %   |
| Киргизы        | 270               | 0,30 %   |
| Таджики        | 220               | 0,24 %   |
| Грузины        | 136               | 0,15 %   |
| Молдаване      | 97                | 0,11 %   |
| Белорусы       | 97                | 0,11 %   |
| Другие         | 24 595            | 27,07 %  |
| Итого          | 90 852            | 100,00 % |

## Герб и флаг
Герб и флаг района утверждены и внесены в Геральдический реестр города Москвы с присвоением регистрационного номера 30 августа 2004 года.
Флаг муниципалитета представляет собою жёлтое прямоугольное полотнище с соотношением сторон 2:3, герб — золотой щит московской формы. На них изображены серебряная книга в чёрном поле, символизирующая название района, и чёрный кентавр в золотом поле, символизирующий располагающийся на этой территории завод «Москвич».

## История
Современный район Печатники находится на территории нескольких поселений — деревень Печатниково, Курьяново и Батюнино, Самаровой горы (Богословского), Китаевского (Кухмистерского) поселка и Перервинской слободы, а также на территории Сукина́ болота.

### Деревня Печатниково
В документах встречаются два варианта названия местности «Печатники» — Печатники и деревня Печатниково. В летописях 1558 года упоминается служивый человек Владимир Печатников, убитый в ливонском походе. Предположительно от этого пошло название «Печатниково».
С 1774 года деревня Печатники входила в приход Знаменской (Троицкой) церкви села Карачарово. Деревня имела 40 дворов в четыре версты и монастырь, поэтому считалась крупным селением. Основное население составляли крестьяне.
В 1803—1804 годах государственные деревни были переданы в удельные ведомства, а среди них и Печатники.

### Самарова гора (Богословское)
В центральной части нынешнего района, Самаровой горе, с которой открывался великолепный вид на Москву и село Коломенское, начинают появляться дачи по образцу соседнего Люблина, но более дешевые. В одной из этих дач жил историк Н. М. Карамзин.
Свое название Самарова гора, скорее всего, получила в бытность владением князя В. В. Голицына в память о его Крымских походах и основанном им городе Богородске (называвшемся также Самарой) на Самаре Днепрской.

### Перерва
Перервинская слобода образовалась вокруг Перервинского заштатного Николаевского монастыря, основанного в XIII в. В 1775 г. при монастыре открылась Перервинская семинария, а в 1876 г. — Перервинская земская школа, в которой учились дети крестьян из селений удельного ведомства.
В окрестностях Перервы также располагались недорогие дачи, в слободе имелись лавки и аптека.
В 1894 г. открывается платформа Перерва Курского направления Московской железной дороги. 8 сентября 1930 г. около неё произошла крупная железнодорожная авария, под влиянием который Демьян Бедный написал фельетон «Перерва», ставший причиной критики и травли писателя.

### Китаевский (Кухмистерский) поселок
Дачный поселок получил название в 1909 г. по нахождению на землях купца Н. Ф. Китаева, владевшего также частью Садков. В начале 1930-х гг. был переименован в честь первого председателя профсоюза железнодорожников Московского узла Е. Ф. Кухмистерова.

### Сукино́ болото
В северной части района, на территории завода «Москвич» располагалось Сукино болото, получившее название по имени владельца В. Б. Сукина, основателя Тюмени.
В конце XIX века сюда спускались сточные воды города, для чего в 1898 году был проложен трубопровод, идущий до Сукина болота и Люблинских полей орошения. В 1903—1908 годах болото пересекла окружная железная дорога со станцией Угрешская.
В 1904 г. на Сукином болоте устраивается городская свалка, что привело к укреплению почвы болота. В 1929 году основывается совхоз «Текстильщики», на месте которого была построена 2 площадка завода Автомобильного завода им. Ленинского Комсомола.
В южной же части болота в 1939 году начинает работать Южный речной порт.

### В составе Москвы
Земли, находившиеся когда-то в Московской губернии, начиная с 1950-х годов, стали присоединяться к Москве. В 1960 г. в городскую черту столицы была включена значительная часть современной территории Южного округа, в которую вошли и Печатники.
В 1970-80-х годах началась застройка жилых домов. Промышленная зона в Печатниках составляет 67 % территории и имеет около 230 промышленных предприятии и организаций. Район имеет 13 улиц и 12 проездов. Названия бывшей подмосковной деревни Батюнино и посёлка Курьяново сохраняют Батюнинская и Курьяновские улицы.
В 1995 году в районе Печатники появилась одноимённая станция метро (Люблинско-Дмитровская линия).
В ночь с 8 на 9 сентября 1999 года на первом этаже 9-этажного жилого дома № 19 по улице Гурьянова произошёл мощный взрыв — один из серии взрывов жилых домов в городах России в сентябре 1999 года. Два подъезда дома были полностью уничтожены. Взрывной волной были деформированы конструкции соседнего дома № 17. Трагедия унесла жизни 109 человек.

## Достопримечательности
- В 2000 году на месте взрыва 8 сентября 1999 года на улице Гурьянова был установлен памятный знак в виде гранитного часовенного столба. В 2003 году недалеко от обрушившегося дома был открыт храм-часовня.
- Николо-Перервинский монастырь — бывший мужской монастырь в Москве (Шоссейная улица, 82); с 1995 года имеет статус Патриаршего подворья.
- Парк Печатники (Таллинский парк) на берегу реки Москвы.
- Курьяновские очистные сооружения — станция обслуживает юго-восточную часть города. Курьяновские очистные сооружения — самые старые на территории нынешней Москвы. Их начинали строить ещё в 1939 году, но из-за войны работы были приостановлены, в результате сооружения были запущены только в 1950 году. В те времена сооружения располагались далеко за пределами города среди полей и промышленных предприятий.
- 28 октября 2017 г. в Печатниках был открыт памятник фронтовой медсестре.

## Предприятия
Промышленный комплекс района представлен такими крупными предприятиями, как Курьяновские очистные сооружения, ОАО «Мосводоканал», завод «Москвич», завод ЛГМ, ОАО «Реатэкс», ОАО «Завод „Рекорд“», ОАО «Завод „Топаз“», ЗАО «Завод деревоизделий», ОАО «Бетиар-22», ООО «Холодильник 18», ГУП «Стройэкспром», РИЦ «Росполимер», ЗАО «Мезопласт», ОАО «Южный речной порт», ОАО ПК «Пушкинская площадь», ЗАО «Домбытхим» и другими.

## Парки и скверы
Печатники являются средне озелененным районом Москвы, тем не менее, здесь располагаются четыре парка и несколько скверов.
Парк технических видов спорта был открыт в сентябре 2018 года в рамках программы создания комфортной городской среды «Мой район». На открытии парка присутствовал мэр Москвы Сергей Собянин. Парк разбит на территории бывшей свалки площадью около 12 Га. Располагается на берегу Москвы-реки рядом с Курьяновскими очистными сооружениями. От жилых кварталов находится на удалении. Общая площадь парка после благоустройства составила более 27 Га. Тематическая направленность зоны отдыха — альтернативные и технические виды спорта (авто- и мотогонки, картинг, велосипедный спорт и др.). Парк располагает несколькими профессиональными спортивными трассами с трибунами, а также зонами для тихого отдыха — набережной с променадом, детскими площадками, пикниковыми точками.
Парк «Печатники» (прежнее название — «Таллинский парк») — зелёная зона площадью 20 Га, протянувшийся вдоль улицы Гурьянова по берегу Москвы-реки. Парк был создан в 2013 году на месте «Сквера 60 лет Победы» в знак дружественных отношений Москвы и Таллина. В связи с этим первым названием парка был «Таллинский». Изначально ландшафт парка должен был рождать ассоциации с балтийским — были высажены хвойные породы деревьев, можжевеловые кусты, в покрытии дорожек чередовались песок и каменные породы. Парк располагает досуговой инфраструктурой: есть открытая концертная полщадка с амфитеатром, детские и спортивные площадки, велодорожка, в холодное время года функционирует каток. Последнее благоустройство парка прошло в 2022 году.
Парк у Батюнинского пруда — благоустроенная территория вблизи исторического водоема. Батюнинский пруд является частью бывшего Батюненского озера. Располагается на пересечении улицы Батюнинская и Батюненского проезда. В 2019 году был комплексно благоустроен по программе «Мой район»: в парке проложили велодорожку, установили новые МАФы, построили амфитеатр и площадку для выгула собак, а пруд реабилитировали.
Курьяновский парк — небольшая зелёная зона в микрорайоне Курьяново. Располагается на пересечении 1-го Курьяновского проезда и 4-й Курьяновской улицы. Транзитной входной зоной является Курьяновский бульвар. В парке есть футбольное поле, в холодное время года функционирует каток. Детской площадки нет.
Сквер у кинотеатра «Тула» располагается по адресу действующего кинотеатра сети «Москино» — улица Кухмистерова, дом 4. Был благоустроен в 2018—2019 годах. В результате благоустройства в сквере появились беседка для игр в шахматы и шашки, детский комплекс в стиле сказки «Алиса в стране чудес», большие качели и новые скамейки. Старый фонтан полностью реконструировали, а на аллее героев Великой Отечественной войны провели дополнительное озеленение. Сквер украсили две альпийские горки, на которых ландшафтные художники собрали карликовые растения и цветники из степных растений.
Сквер на улице Кухмистерова вошел в 12 знаковых объектов ЮВАО, благоустроенных по программе «Мой район» в 2019 году. Впервые сквер был обустроен на пустыре в 2013 году. В 2019 году был полностью перепланирован и реконструирован. Территорию разделили на 8 игровых зон (некоторые из них — инклюзивные). Помимо детских площадок, в сквере есть спортивные зоны и места для тихого отдыха — крытые беседки в конструктивистском стиле. Концепцию благоустройства разработало архитектурное бюро «А4».